# Allium pseudowinklerianum
Allium pseudowinklerianum là một loài thực vật có hoa trong họ Amaryllidaceae. Loài này được R.M.Fritsch & F.O.Khass. mô tả khoa học đầu tiên năm 2000.